# Bernardo Navagero
Bernardo Navagero (Venezia, 1507 – Verona, 13 aprile 1565),   è stato un umanista, diplomatico e cardinale veneziano del Cinquecento.

## Biografia
Era figlio di Gianluigi Navagero, membro di una famiglia patriziato veneziano, e di Lucrezia Agostini, di origini non nobili.
Si formò presso l'università di Padova, di cui in seguito fu anche Riformatore.
Sposò Istriana Lando, nipote del doge Pietro Lando, da cui ebbe due figli, ma che morì dopo pochi anni di matrimonio.
Svolse numerosi incarichi politici e diplomatici al servizio della Serenissima: in particolare, fu bailo delle Repubblica di Venezia presso l'imperatore Carlo V (1543-1546), Bailo di Costantinopoli presso il sultano Solimano il Magnifico (1550-1552), e presso papa Paolo IV (1555-1558) e ambasciatore straordinario presso l'imperatore Ferdinando I (1558) e presso re Francesco II di Francia (1559).
Fu membro del Consiglio dei Dieci (1552).
Già ambasciatore veneziano presso la Santa Sede sotto il papato di Paolo IV, il successore Pio IV lo innalzò al cardinalato nel concistoro del 26 febbraio 1561; in quello stesso concistoro fu nominato anche un altro veneziano,  Marco Antonio Da Mula, in quel momento ambasciatore della Serenissima a Roma.
Ottenne i titoli cardinalizi di San Nicola tra le Immagini, di San Pancrazio e di Santa Susanna.
Nel 1562 fu nominato vescovo di Verona.
Nel 1563 presiedette il Concilio di Trento in qualità di legato a latere, con il cardinale Giovanni Morone.
Morì a Verona il 13 aprile 1565, dopo aver raccomandato come suo successore a quel vescovado il nipote Agostino Valier, che fu anche suo biografo.